# タップ (企業)
株式会社タップは、東京都江東区に本社を置き、ホテル・旅館が利用するソフトウェアの開発・販売を行う日本の企業である。

## 沿革
- 1985年3月、トーワエンタープライズ株式会社 資本金500万円で広島県に設立
- 1987年1月、創業（ホテルシステム） 資本金2000万円に増資
- 1989年6月、株式会社タップに社名変更 本社を東京都千代田区へ移転
- 1989年12月、自社開発パッケージを斑尾東急リゾート ホテルタングラムより導入開始
- 1990年8月、資本金3000万円に増資
- 1993年3月、本社を東京都江東区へ移転
- 1993年10月、駿台トラベル&ホテル専門学校にホテルのコンピュータの講師として人材を派遣
- 1996年12月、資本金5000万円に増資
- 1997年11月、創業10周年記念セミナー・パーティをホテルオークラにて開催
- 2000年3月、第1回タップユーザー会を浦和ロイヤルパインズホテルにて開催
- 2001年3月、国際ホテル・レストラン・ショーHOTERES JAPAN 2001に出展
- 2001年6月、ASP事業の開始
- 2001年11月、資本金8000万円に増資
- 2002年9月、沖縄事業所を浦添市に設置
- 2003年8月、ASPデータセンターを沖縄県宜野座村に移転
- 2005年1月、ASPデータセンターを沖縄県浦添市に移転
- 2005年6月、最新パッケージ JAVAシステムをホテルニューオウミより導入開始
- 2005年11月、沖縄県うるま市に沖縄事業所自社ビル完成移転
- 2006年7月、プライバシーマーク使用許諾事業者認定
- 2007年9月、創業20周年記念セミナー・パーティをホテルオークラ東京ベイにて開催
- 2007年11月、ASP・ホスティングデータセンターを東京都新宿区に開設
- 2008年11月、第1回 タップITアワード 開催　東武ホテルレバント東京にて第1回表彰式を開催
- 2009年11月、楽天トラベル新春カンファレンス2010に協賛
- 2010年4月、本社を東京都江東区マニュライフプレイス東陽町ビルへ移転
- 2010年10月、沖縄県にホテル研究所（現: ホスピタリティサービス工学研究所）を開設
- 2011年11月、ASP・ホスティングデータセンターを東京都江東区に開設
- 2013年11月、第6回開催より「タップITアワード」を「タップアワード」に名称変更
- 2014年4月、ASP・ホスティングデータセンターを横浜市戸塚区に開設
- 2017年1月、創業30周年を迎える
- 2017年1月、ホスピタリティサービス工学研究所を国立大学法人琉球大学内・地域連携推進機構・産学官連携棟へ移転
- 2019年5月、タップ・ホスピタリティ・ベトナム社を設立
- 2022年11月、林悦男、代表取締役会長兼社長就任、林武司、代表取締役CTO就任
- 2023年5月、吉田亮一、代表取締役専務就任
- 2023年5月、旧沖縄事業所を「タップホスピタリティラボ沖縄（自社ビル）」内にTHL沖縄事務所として移転
- 2023年6月、次世代技術開発の総合戦略拠点「タップホスピタリティラボ沖縄（THL）」　開設
- 2024年6月、吉田亮一、代表取締役社長就任